# Damon Dash
Damon Alozabeth Elliott Dash (Nueva York; 3 de mayo de 1971), también conocido como Dame Dash, es un empresario, productor musical y actor estadounidense. Dash es mayormente conocido por ser el cofundador del sello discográfico Roc-A-Fella Records, junto a Shawn Carter y Kareem Burke.

## Biografía

### Primeros años
Nacido en la ciudad de Nueva York, Dash se dedicaba a barrer el piso en una barbería local y a vender periódicos para poder comprarse zapatillas y camisas. Dash "aprendió a timar", según sus propias palabras, por un ejemplo de su madre, quien falleció producto de un ataque de asma cuando él tenía 15 años de edad. Dash fue enviado a estudiar en una escuela privada con el objetivo de recibir una mejor educación. Su buen desempeño lo ayudó a descubrir los distintos caminos en los que quería desarrollarse.

### Carrera
Fue compañero de negocios y representante de Jay-Z en Roc-A-Fella Records y en 1999, Dash organizó una gira para el músico que le generó $19 millones. Su relación se volvió tensa producto de dos eventos posteriores. La primera se produjo cuando Roc-A-Fella Records fue comprada por Def Jam Recordings (compañía que previamente había adquirida sólo la mitad del sello) en 2004, después que Jay-Z aceptara un puesto de trabajo como presidente de Def Jam. Posteriormente, a fines de 2005, Jay-Z compró el puesto de Dash en la marca Rocawear, línea de ropa que habían empezado juntos en 1995.

### Vida privada
Dash conoció a la cantante de R&B Aaliyah a fines de 1999 a través de su contador en Nueva York y salieron juntos hasta que ella falleció el 25 de agosto de 2001, en una accidente de avión en Bahamas. A pesar de que ellos no estaban comprometidos formalmente, en diversas entrevistas realizadas después de la muerte de la cantante, Dash declaró que la pareja tenía planes de casarse.
En abril de 2014, se dio a conocer que Dash estaba involucrado con Blind Debit, una aplicación de pago a través de huellas dactilares desarrollada por la empresaria estadounidense Dez White.